# Myrtle Witbooi
Pour les articles homonymes, voir Witbooi.
Myrtle Witbooi, née le 31 août 1947 et morte le 16 janvier 2023, est une syndicaliste sud-africaine. Secrétaire générale du South African Domestic Service and Allied Workers Union (SADSAWU), syndicat regroupant les travailleurs domestiques dans son pays, elle est également la première présidente du Réseau internationale des travailleurs domestiques ou International Domestic Workers Federation (IDWF).

## Biographie
Dans les années 1960, Myrtle Witbooi devient travailleuse domestique, ne pouvant prolonger ses études. Découvrant la situation de ces travailleurs, très isolés, très majoritairement des femmes, sans droits, elle se lance aussi dans l’action syndicale, et convoque la première réunion d'organisation des travailleurs domestiques au Cap. En 1969, elle écrit une lettre d’indignation à un journal qui a pris à partie ce mouvement syndical. La polémique fait grand bruit. En 1983, le syndicat devient national, mais il doit cesser son action en 1997, à la suite de difficultés financières : il était aidé financièrement par une ONG hollandaise protestante, l'Interchurch Organisation for Development Cooperation (ICCO), mais cette aide s’est tarie.
Myrthe Witbooi recrée cette organisation syndicale en 2000. Ce syndicat porte le nom de South African Domestic Service et Allied Workers Union (SADSAWU). Le nombre de personnes employées dans le secteur domestique en Afrique du Sud, et donc potentiellement concernées par ce syndicat, est estimé à près de 900 000 individus dans tout le pays, et évolue peu au fil des ans. Cette activité joue un rôle non négligeable dans l'intégration des migrants. Sous le régime de l’apartheid, ces employés domestiques étaient habituellement hébergés, avec un logement séparé, doté pour « les personnes de couleur » d'un accès spécifique conformément aux exigences des lois d’apartheid, souvent un  mobil home ou un cabanon au fond d’une arrière-cour. La chute de ce régime d'apartheid, au début des années 1990, a entraîné un déclin de cette formule de l'hébergement, au profit d'une forme de travail à temps partiel. Le nombre de syndiqués est d’environ 25 000 membres payants, selon l’organisation, ce qui reste faible (2 % des travailleurs domestiques environ).
Le SADSAWU tente de mieux encadrer les pratiques des employeurs, en particulier par des revendications sur le salaire minimum, sur la stabilité de l’emploi, sur l’indemnisation des accidents de travail et sur les conditions de travail en les assimilant à des salariés ordinaires. Il lutte aussi contre certaines pratiques des agences de placements,.
En 2010 et 2011, Myrtle Witbooi joue un rôle majeur dans une coalition internationale des travailleurs domestiques qui négocie une convention auprès de l'Organisation internationale du Travail (OIT) sur un travail décent pour les travailleurs domestiques (C 189),. Cette Convention n° 189 sur les travailleurs domestiques devient la première norme internationale du travail stipulant que les travailleurs domestiques ont effectivement les mêmes droits fondamentaux que les autres travailleurs. « C’est un moment historique pour le monde entier », s’exclame le secrétaire général du Bureau de l’OIT, Juan Somavia, « cette convention établit que les travailleurs domestiques sont des travailleurs ».
En 2013, Myrtle Witbooi accepte l’honneur du prix George Meany [Lane Kirkland Human Rights Award], qui distingue des personnes ou des organisations ayant surmonté des obstacles importants pour faire avancer les droits humains.
Myrtle Witbooi devient également en 2013 la première présidente du Réseau international des travailleurs domestiques (International Domestic Workers Federation - IDWF), implanté par les organisations affiliées dans dix pays. Certains spécialistes du monde du travail font remarquer que  IDWF est la « première fédération internationale du travail dirigée par des femmes pour un travail dominé par les femmes ». Elle en reste la présidente jusque sa mort mi-janvier 2023.
Elle meurt le 16 janvier 2023 au Cap à 75 ans, d'un cancer.